# Rossano (cantante)
Rossano, pseudonimo di Rossano Attolico (Bari, 15 marzo 1946 – New York, 3 dicembre 1976), è stato un cantante e attore italiano.

## Biografia
Figlio minore di otto fratelli nasce a Bari nel 1946. Fin da giovanissimo la sua passione fu la musica e, al fine di perfezionarsi, frequentò svariate lezioni di canto impartite da un vicino di casa. Nel 1965, a soli 19 anni, partecipò ad un concorso per voci nuove tenutosi nella città di Bari, trionfando. Conquistò quindi il diritto di partecipare ad una importante rassegna internazionale di musica, che si sarebbe tenuta l’anno seguente a Venezia. In quell’occasione vinse il premio Gondola d’argento come miglior cantante emergente della manifestazione, interpretando il brano Ça c'est Venise. A seguito del successo ottenuto, fu subito chiamato a Milano per incidere ben due dischi da solista con la CAR Juke Box (etichetta che faceva capo a Carlo Alberto Rossi). Sempre nel 1966 debutta in televisione nella gara musicale Settevoci, condotta da Pippo Baudo. La Ri-Fi, casa discografica milanese di Giovanbattista Ansoldi, lo ingaggia, dunque, nella sottoetichetta Variety imponendolo come garbato esecutore di brani del passato in chiave melodico-moderna.
Il suo più grande successo è stato infatti Ti voglio tanto bene, una canzone di trent'anni prima che Rossano ripropone al Cantagiro 1969, vincendo nel girone B e raggiungendo la sesta posizione nella hit parade estiva. Su questa falsariga, Rossano pubblica un intero album di vecchi brani riarrangiati (tra cui Non dimenticar, Arrivederci Roma, Tornerai, Fontana di Trevi) intitolato Italia amore mio, palesemente destinato al mercato degli emigranti italiani. Nel 1970 partecipa al Festival di Sanremo con Occhi a mandorla in coppia con Dori Ghezzi, senza riuscire ad entrare in finale.
Nel 1971 presenta a Un disco per l'estate il brano Ho perso il conto, composto da Andrea Lo Vecchio e Roberto Vecchioni, qualificandosi alle semifinali di Saint Vincent, non riuscendo però ad accedere alla serata finale. Roberto Vecchioni reinciderà quasi contemporaneamente il brano nel suo primo album Parabola, modificandone il testo di cui era autore e dandogli il titolo Luci a San Siro, che si trasformerà in un classico della canzone d'autore.
Grazie anche a una indiscutibile bellezza, dal 1971 Rossano si dedica anche alla recitazione divenendo protagonista di diversi film e svariati fotoromanzi. Tra gli altri film interpreterà Io Cristiana studentessa degli scandali di Sergio Bergonzelli e Fratello sole, sorella luna di Franco Zeffirelli.
Sciolto il contratto con Ansoldi, tenta ancora un rilancio nella PDU, etichetta discografica svizzera di proprietà di Mina. Nel 1972 è di nuovo in gara a Un disco per l'estate con la canzone Dove andiamo stasera , con la quale non riesce a qualificarsi per le serate di Saint Vincent. Per la medesima etichetta pubblicherà nell'autunno dello stesso anno il singolo Perdersi e alla fine del 1973 il 33 giri Viaggio a sud del cuore. Nel 1974 prende parte all'edizione presentata al Teatro Sistina di Roma del musical Caino e Abele composto dal collega Tony Cucchiara, in cui interpreta tra l'altro il ruolo di Abele.
Successivamente si dedica sempre di più al pubblico degli italiani all'estero, compiendo tournée in vari paesi d'Europa e del mondo. 
Ma durante uno di questi soggiorni all'estero, precisamente a New York, il 3 dicembre 1976, Rossano viene ritrovato impiccato in una camera d'albergo, a soli 30 anni. Le cronache del tempo parlarono di suicidio per un amore non corrisposto per l'attrice Edwige Fenech, mentre altre voci propendono per un omicidio: le circostanze non sono mai state ufficialmente chiarite. 
La nipote del cantante ha forse in parte chiarito le ragioni della scomparsa di Rossano. Anche la nipote propenderebbe per la tesi del suicidio, ma per ragioni non riferibili all'amore non corrisposto per l'attrice Fenech: Rossano, infatti, era omosessuale e negli Stati Uniti avrebbe avuto anche un compagno. Secondo la donna le motivazioni risiederebbero nel fatto che il cantante non voleva più essere imprigionato nel cliché di semplice interprete e, dunque, si stava adoperando per scrivere testi, partiture e arrangiamenti, senza però ottenere molta fiducia in tal senso. Scivolò dunque in una grossa depressione, aggravata dal fatto che la sua omosessualità contrariava alcune etichette discografiche. Fu probabilmente la depressione a condurlo alla morte.
Ma l'amara verità è forse ben altra, perché soltanto in uno speciale della trasmissione musicale di Michele Bovi "Segreti Pop: la musica armata" (Rai1 2014), il cantante Pupo affermò, tramite il racconto di una sua amica, che purtroppo Rossano era entrato in un giro di trasporto di sostanze stupefacenti dall'America al Canada.
I funerali di Rossano si svolsero a Bari il 13 dicembre, al rione Carrassi presso la parrocchia del SS. Sacramento. Fasci di fiori, telegrammi e molte presenze del mondo della canzone omaggiarono il cantante con l'ultimo saluto.

## Discografia

### Album in studio
- 1969 - Ti voglio tanto bene - Variety FST ST 19501
- 1970 - Italia amore mio - Variety FST ST 19504
- 1974 - Viaggio a sud del cuore - PDU PLD.A 5073

### Singoli
- 1966 - Se mi dici di sì/Tu ci sai fare CAR Juke Box
- 1966 - Ca c'est Venise/Tu ci sai fare - CAR Juke Box
- 1967 - Non dovevi farmela conoscere/Baciami amore - CAR Juke Box
- 1968 - Ti voglio tanto bene/Cronaca di un amore Variety FNP 10108
- 1969 - Ti voglio tanto bene/Cronaca di un amore (ristampa con copertina diversa, stesso numero di catalogo)
- 1969 - È l'alba/Così dolce, così cara Variety FNP NP 10140
- 1970 - Occhi a mandorla/Il mondo in bianco e nero Variety FNP NP 10147
- 1970 - Giorno di ferragosto/Sogni d'amore Variety FNP NP 10151
- 1970 - Cammina insieme a me/Il volto dell'amore Variety FNP NP 10156
- 1970 - Non dimenticar/Innamorati a Milano Variety FNP NP 10158
- 1971 - Ho perso il conto/Oggi...sul giornale Variety FNP NP 10165
- 1971 - Le piccole domande dell'amore/Senza lavoro PDU P.A 1068
- 1972 - Dove andiamo stasera/T'amo, t'ho amato, t'amerò PDU P.A 1072
- 1972 - Perdersi/Chi è quel ragazzo PDU P.A 1077

## Filmografia
- Io Cristiana studentessa degli scandali, regia di Sergio Bergonzelli (1971)
- Fratello sole, sorella luna, regia di Franco Zeffirelli (1972)
- Caino e Abele, regia di Fernanda Turvani (1974) musical TV